# Promozione Emilia-Romagna 1987-1988
Nella stagione 1987-1988 la Promozione era sesto livello del calcio italiano (il massimo livello regionale). Qui vi sono le statistiche relative al campionato in Emilia-Romagna.
Il campionato è strutturato in vari gironi all'italiana su base regionale, gestiti dai Comitati Regionali di competenza. Promozioni alla categoria superiore e retrocessioni in quella inferiore non erano sempre omogenee; erano quantificate all'inizio del campionato dal Comitato Regionale secondo le direttive stabilite dalla Lega Nazionale Dilettanti, ma flessibili, in relazione al numero delle società retrocesse dal Campionato Interregionale e perciò, a seconda delle varie situazioni regionali, la fine del campionato poteva avere degli spareggi sia di promozione che di retrocessione.

## Girone A

### Squadre partecipanti
| Squadra                   | Città (provincia)                      |
| ------------------------- | -------------------------------------- |
| S.P. Argentana Capca      | Argenta (FE)                           |
| A.C. Bellaria Igea Marina | Bellaria (RN)                          |
| S.S. Castelguelfo         | Castel Guelfo di Bologna (BO)          |
| Calcio Castrocaro TDS     | Castrocaro Terme e Terra del Sole (FC) |
| A.C. Cattolica            | Cattolica (RN)                         |
| A.S. Cervia               | Cervia (RA)                            |
| Pol. Cosmos Serravalle    | Serravalle (San Marino) (RSM)          |
| C.A. Faenza Sez.Calcio    | Faenza (RA)                            |
| A.C. Forlimpopoli         | Forlimpopoli (FC)                      |
| A.C. Fusignano            | Fusignano (RA)                         |
| A.C. Gambettola           | Gambettola (FC)                        |
| A.C. Imola                | Imola (BO)                             |
| A.C. Piangipane           | Piangipane (RA)                        |
| Pol. Sammartinese         | Forlì (FC)                             |
| S.S. Savignanese          | Savignano sul Rubicone (FC)            |
| A.C. Tropical Ospedaletto | Coriano (RN)                           |

### Classifica finale
|  | Pos. | Squadra              | Pt | G  | V  | N  | P  | GF | GS | DR  |
|  | ---- | -------------------- | -- | -- | -- | -- | -- | -- | -- | --- |
|  | 1.   | Imola                | 44 | 30 | 18 | 8  | 4  | 49 | 14 | +35 |
|  | 2.   | Faenza               | 42 | 30 | 15 | 12 | 3  | 31 | 13 | +18 |
|  | 3.   | Tropical Ospedaletto | 39 | 30 | 12 | 15 | 3  | 38 | 15 | +23 |
|  | 4.   | Cervia               | 35 | 30 | 11 | 13 | 6  | 25 | 15 | +10 |
|  | 5.   | Sammartinese         | 31 | 30 | 7  | 17 | 6  | 23 | 26 | -3  |
|  | 6.   | Argentana Capca      | 30 | 30 | 7  | 16 | 7  | 21 | 20 | +1  |
|  | 7.   | Castrocaro T.D.S.    | 30 | 30 | 7  | 16 | 7  | 23 | 25 | -2  |
|  | 8.   | Cosmos Serravalle    | 29 | 30 | 6  | 17 | 7  | 14 | 23 | -9  |
|  | 9.   | Cattolica            | 28 | 30 | 9  | 10 | 11 | 38 | 39 | -1  |
|  | 10.  | Forlimpopoli         | 28 | 30 | 5  | 18 | 7  | 20 | 26 | -6  |
|  | 11.  | Savignanese          | 27 | 30 | 9  | 9  | 12 | 26 | 29 | -3  |
|  | 12.  | Bellaria Igea Marina | 27 | 30 | 7  | 13 | 10 | 21 | 25 | -4  |
|  | 13.  | Piangipane           | 26 | 30 | 6  | 14 | 10 | 16 | 23 | -7  |
|  | 14.  | Fusignano            | 26 | 30 | 5  | 16 | 9  | 18 | 27 | -9  |
|  | 15.  | Gambettola           | 20 | 30 | 5  | 10 | 15 | 15 | 36 | -21 |
|  | 16.  | Castelguelfo         | 18 | 30 | 5  | 8  | 17 | 28 | 50 | -22 |

- Faenza promosso per ripescaggio.

## Girone B

### Squadre partecipanti
| Squadra                           | Città (provincia)              |
| --------------------------------- | ------------------------------ |
| Pol. Ardor F.I.A.C. Sasso Marconi | Sasso Marconi (BO)             |
| Pol. Bo.Ca. Sparta                | Bologna (BO)                   |
| A.C. Crevalcore                   | Crevalcore (BO)                |
| F.C. Finale                       | Finale Emilia (MO)             |
| F.C. Formigine                    | Formigine (MO)                 |
| A.C. G.I.A.C. Casalgrande         | Casalgrande (RE)               |
| A.C. Montale                      | Montale Rangone (MO)           |
| Pol. Ozzanese                     | Ozzano dell'Emilia (BO)        |
| A.C. Persicetana                  | San Giovanni in Persiceto (BO) |
| U.P. Pianorese                    | Pianoro (BO)                   |
| U.S. Poggese                      | Poggio Rusco (MN)              |
| Pol. Ponteroncariale              | Zola Predosa (BO)              |
| A.S. Porretta                     | Porretta Terme (BO)            |
| Pol. Santagatese                  | Sant'Agata Bolognese (BO)      |
| U.C. Vignolese                    | Vignola (MO)                   |
| Pol. Virtus Castelfranco          | Castelfranco Emilia (MO)       |

### Classifica finale
|  | Pos. | Squadra              | Pt | G  | V  | N  | P  | GF | GS | DR  |
|  | ---- | -------------------- | -- | -- | -- | -- | -- | -- | -- | --- |
|  | 1.   | Crevalcore           | 42 | 30 | 16 | 10 | 4  | 40 | 19 | +21 |
|  | 2.   | Montale              | 40 | 30 | 13 | 14 | 3  | 33 | 13 | +20 |
|  | 3.   | Finale               | 40 | 30 | 14 | 12 | 4  | 35 | 20 | +15 |
|  | 4.   | Santagatese          | 33 | 30 | 8  | 17 | 5  | 35 | 26 | +9  |
|  | 5.   | Boca Sparta          | 31 | 30 | 6  | 19 | 5  | 28 | 25 | +3  |
|  | 6.   | Formigine            | 30 | 30 | 7  | 16 | 7  | 21 | 24 | -3  |
|  | 7.   | Persicetana          | 30 | 30 | 8  | 14 | 8  | 31 | 37 | -6  |
|  | 8.   | Vignolese            | 29 | 30 | 7  | 15 | 8  | 26 | 25 | +1  |
|  | 9.   | Pianorese            | 28 | 30 | 8  | 12 | 10 | 20 | 20 | 0   |
|  | 10.  | G.I.A.C. Casalgrande | 28 | 30 | 7  | 14 | 9  | 21 | 22 | -1  |
|  | 11.  | Virtus Castelfranco  | 28 | 30 | 8  | 12 | 10 | 30 | 32 | -2  |
|  | 12.  | Porretta             | 28 | 30 | 9  | 10 | 11 | 19 | 27 | -8  |
|  | 13.  | Ponteroncariale      | 27 | 30 | 6  | 15 | 9  | 21 | 25 | -4  |
|  | 14.  | Ozzanese             | 27 | 30 | 7  | 13 | 10 | 23 | 30 | -7  |
|  | 15.  | Polisportiva ARDOR   | 21 | 30 | 7  | 7  | 16 | 23 | 36 | -13 |
|  | 16.  | Poggese              | 18 | 30 | 2  | 14 | 14 | 12 | 37 | -25 |

## Girone C

### Squadre partecipanti
| Squadra                | Città (provincia)        |
| ---------------------- | ------------------------ |
| G.S. Bagnolese         | Bagnolo in Piano (RE)    |
| U.S. Brescello         | Brescello (RE)           |
| U.S. Correggese        | Correggio (RE)           |
| U.S. Fabbrico          | Fabbrico (RE)            |
| G.S. Fortitudo Fidenza | Fidenza (PR)             |
| Pol. Fossolese         | Fossoli (MO)             |
| A.S. Guastalla         | Guastalla (RE)           |
| U.S. Montecavolo       | Montecavolo (RE)         |
| U.S. Porto Mantovano   | Porto Mantovano (MN)     |
| U.S. Reggiolo          | Reggiolo (RE)            |
| A.C. Salsomaggiore     | Salsomaggiore Terme (PR) |
| Sant’Ilario S.C.       | Sant'Ilario d'Enza (RE)  |
| Sporting F.C.          | Reggio Emilia (RE)       |
| Calcio Scandiano Pol.  | Scandiano (RE)           |
| A.S. Termolan Bibbiano | Bibbiano (RE)            |
| U.C. Viadana           | Viadana (MN)             |

### Classifica finale
|  | Pos. | Squadra           | Pt | G  | V  | N  | P  | GF | GS | DR  |
|  | ---- | ----------------- | -- | -- | -- | -- | -- | -- | -- | --- |
|  | 1.   | Reggiolo          | 52 | 30 | 23 | 6  | 1  | 55 | 17 | +38 |
|  | 2.   | Brescello         | 50 | 30 | 21 | 8  | 1  | 48 | 12 | +36 |
|  | 3.   | Viadana           | 37 | 30 | 11 | 15 | 4  | 30 | 18 | +12 |
|  | 4.   | Correggese        | 33 | 30 | 11 | 11 | 8  | 43 | 37 | +6  |
|  | 5.   | Bagnolese         | 31 | 30 | 9  | 13 | 8  | 26 | 19 | +7  |
|  | 6.   | Porto Mantovano   | 30 | 30 | 12 | 6  | 12 | 31 | 33 | -2  |
|  | 7.   | Fossolese         | 29 | 30 | 8  | 13 | 9  | 31 | 32 | -1  |
|  | 8.   | Salsomaggiore     | 28 | 30 | 8  | 12 | 10 | 32 | 29 | +3  |
|  | 9.   | Termolan Bibbiano | 28 | 30 | 9  | 10 | 11 | 44 | 49 | -5  |
|  | 10.  | Fabbrico          | 28 | 30 | 10 | 8  | 12 | 36 | 46 | -10 |
|  | 11.  | Montecavolo       | 27 | 30 | 7  | 13 | 10 | 23 | 27 | -4  |
|  | 12.  | Sporting          | 27 | 30 | 9  | 9  | 12 | 40 | 46 | -6  |
|  | 13.  | Fidenza           | 23 | 30 | 6  | 11 | 13 | 24 | 41 | -17 |
|  | 14.  | Scandiano         | 22 | 30 | 6  | 10 | 14 | 29 | 49 | -20 |
|  | 15.  | Sant'Ilario       | 18 | 30 | 3  | 12 | 15 | 18 | 38 | -20 |
|  | 16.  | Guastalla         | 17 | 30 | 2  | 13 | 15 | 22 | 39 | -17 |

## Spareggi tra le 1.classificate
- 12-05-1988 Reggiolo-Crevalcore 1-1
- 15-05-1988 Imola-Reggiolo 1-0
- 19-05-1988 Crevalcore-Imola 0-1
- 22-05-1988 Reggiolo-Imola 1-0
- 26-05-1988 Imola-Crevalcore 1-1
- 30-05-1988 Crevalcore-Reggiolo 1-2

### Classifica
- Reggiolo 5
- Imola 5
- Crevalcore 2